# Johann Gottfried Hasse

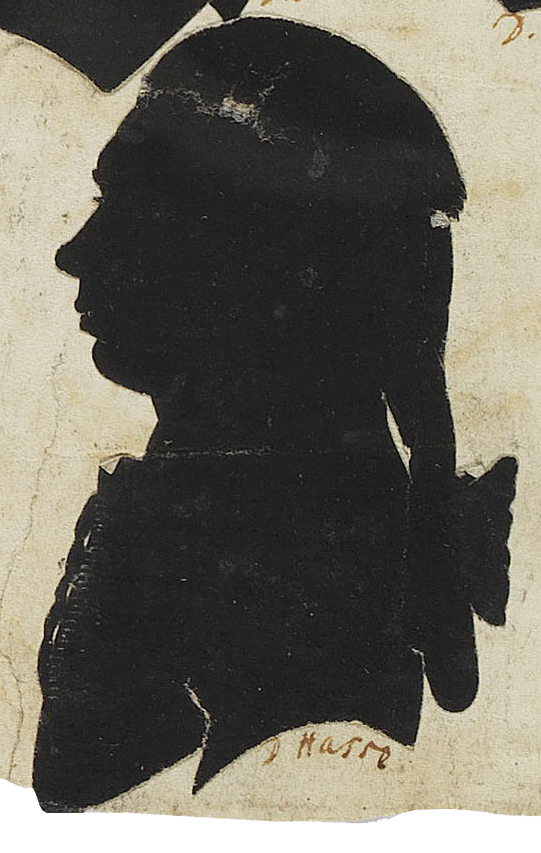
Johann Gottfried Hasse (Silhouette)

Johann Gottfried Hasse (Weimar, 1759 – Königsberg, 12 aprile 1806) è stato un filosofo e teologo tedesco, esperto di lingue orientali.

## Biografia
Era figlio di una famiglia povera. Dopo l'insegnamento a Jena si trasferì a Königsberg tra il 1786 e il 1787.
Sostituì Kant al senato accademico quando questi si ritirò dalla vita accademica nel 1801: negli ultimi tre anni della vita del grande filosofo, Hasse fu regolarmente ospite della sua casa, tanto che pubblicò un breve ritratto biografico (Letzte Äußerungen Kants von einem seinem Tischgenossen), del 1804 (tra i primi a cimentarsi in questo compito, insieme a Ludwig Ernst Borowski, Reinhold Bernhard Jachmann, Ehregott Andreas Wasianski e a Friedrich Theodor Rink).
Nelle sue lezioni di linguistica e poetica aderì al pensiero di Herder.

## Opere
(elenco parziale)
- Aussichten zu künftigen Aufklärungen über das Alte Testament in Briefen (Jena, 1785)
- Dissertatio de linguae chaldaicae usu in nominibus praenominibusque vulgaribus explicandis (Königsberg, 1798).
- Letzte Äußerungen Kants von einem seinem Tischgenossen (Königsberg, 1804).